# Liste der Kulturdenkmale in Emkendorf
In der Liste der Kulturdenkmale in Emkendorf sind alle Kulturdenkmale der schleswig-holsteinischen Gemeinde Emkendorf (Kreis Rendsburg-Eckernförde) aufgelistet (Stand: 14. April 2025).
Die Bodendenkmale sind in der Liste der Bodendenkmale in Emkendorf aufgeführt.

## Legende
In den Spalten befinden sich folgende Informationen:
- Objekt-ID: die Nummer des Kulturdenkmales
- Lage: die Adresse des Kulturdenkmales und die geographischen Koordinaten. Kartenansicht, um Koordinaten zu setzen. In der Kartenansicht sind Kulturdenkmale ohne Koordinaten mit einem roten Marker dargestellt und können in der Karte gesetzt werden. Kulturdenkmale ohne Bild sind mit einem blauen Marker gekennzeichnet, Kulturdenkmale mit Bild mit einem grünen Marker.
- Offizielle Bezeichnung: Bezeichnung des Kulturdenkmales
- Beschreibung: die Beschreibung des Kulturdenkmales
- Bild: ein Bild des Kulturdenkmales

## Bauliche Anlagen
| Objekt-ID      | Lage                                        | Offizielle Bezeichnung                 | Beschreibung | Bild                                    |
| -------------- | ------------------------------------------- | -------------------------------------- | --- | --------------------------------------- |
| 838 Wikidata   | Gutshof 1 – 2 (54° 15′ 39″ N, 9° 51′ 15″ O) | Gut Emkendorf: Reitpferdestall         | Alteintragung (Aktualisierung vorgesehen) - Begründung: Alteintragung (Aktualisierung vorgesehen) - Schutzumfang: Alteintragung (Aktualisierung vorgesehen) - Denkmaltyp: Bauliche Anlage                                                                                               | BW                                      |
| 840 Wikidata   | Gutshof 1 – 2 (54° 15′ 39″ N, 9° 51′ 16″ O) | Gut Emkendorf: Reithalle               | Alteintragung (Aktualisierung vorgesehen) - Begründung: Alteintragung (Aktualisierung vorgesehen) - Schutzumfang: Alteintragung (Aktualisierung vorgesehen) - Denkmaltyp: Bauliche Anlage                                                                                               | BW                                      |
| 835 Wikidata   | Gutshof 3 (54° 15′ 42″ N, 9° 51′ 25″ O)     | Gut Emkendorf: Herrenhaus              | Im 18. Jahrhundert, als das Gut Jean Henri Desmercières gehörte, wurde das Herrenhaus gebaut. Alteintragung (Aktualisierung vorgesehen) - Begründung: Alteintragung (Aktualisierung vorgesehen) - Schutzumfang: Alteintragung (Aktualisierung vorgesehen) - Denkmaltyp: Bauliche Anlage | weitere Fotos \| Fotos hochladen        |
| 10400 Wikidata | Gutshof 3 ()                                | Gut Emkendorf: Sammlungen und Inventar | Alteintragung (Aktualisierung vorgesehen) - Begründung: Alteintragung (Aktualisierung vorgesehen) - Schutzumfang: Alteintragung (Aktualisierung vorgesehen) - Denkmaltyp: Bauliche Anlage                                                                                               | Direkt Bild zu diesem Denkmal hochladen |
| 836 Wikidata   | Gutshof 3 (54° 15′ 42″ N, 9° 51′ 17″ O)     | Gut Emkendorf: Kuhhaus von 1730        | Alteintragung (Aktualisierung vorgesehen) - Begründung: Alteintragung (Aktualisierung vorgesehen) - Schutzumfang: Alteintragung (Aktualisierung vorgesehen) - Denkmaltyp: Bauliche Anlage                                                                                               | Fotos hochladen                         |
| 2732 Wikidata  | Gutshof 3 (54° 15′ 39″ N, 9° 51′ 19″ O)     | Gut Emkendorf: Scheune von 1745        | Alteintragung (Aktualisierung vorgesehen) - Begründung: Alteintragung (Aktualisierung vorgesehen) - Schutzumfang: Alteintragung (Aktualisierung vorgesehen) - Denkmaltyp: Bauliche Anlage                                                                                               | BW                                      |
| 837 Wikidata   | Gutshof 3 (54° 15′ 41″ N, 9° 51′ 14″ O)     | Gut Emkendorf: Kutschpferdestall       | Alteintragung (Aktualisierung vorgesehen) - Begründung: Alteintragung (Aktualisierung vorgesehen) - Schutzumfang: Alteintragung (Aktualisierung vorgesehen) - Denkmaltyp: Bauliche Anlage                                                                                               | Fotos hochladen                         |
| 2731 Wikidata  | Gutshof 5 (54° 15′ 48″ N, 9° 51′ 16″ O)     | Gut Emkendorf: „Klein Emkendorf“       | Alteintragung (Aktualisierung vorgesehen) - Begründung: Alteintragung (Aktualisierung vorgesehen) - Schutzumfang: Alteintragung (Aktualisierung vorgesehen) - Denkmaltyp: Bauliche Anlage                                                                                               | Fotos hochladen                         |
| 893 Wikidata   | Gutshof 6 (54° 15′ 47″ N, 9° 51′ 13″ O)     | Gut Emkendorf: Alte Meierei            | Alteintragung (Aktualisierung vorgesehen) - Begründung: Alteintragung (Aktualisierung vorgesehen) - Schutzumfang: Alteintragung (Aktualisierung vorgesehen) - Denkmaltyp: Bauliche Anlage                                                                                               | Fotos hochladen                         |

## Gründenkmale
| Objekt-ID      | Lage                                            | Offizielle Bezeichnung         | Beschreibung | Bild            |
| -------------- | ----------------------------------------------- | ------------------------------ | --- | --------------- |
| 13535 Wikidata | Emkendorfer Allee (54° 15′ 30″ N, 9° 52′ 25″ O) | Emkendorfer Allee an der L 255 | Alteintragung (Aktualisierung vorgesehen) - Begründung: geschichtlich, Kulturlandschaft prägend - Schutzumfang: gesamtes Objekt - Denkmaltyp: Gründenkmal | Fotos hochladen |
| 13675 Wikidata | Emkendorfer Allee (54° 16′ 1″ N, 9° 50′ 13″ O)  | Emkendorfer Allee an der K 30  | Alteintragung (Aktualisierung vorgesehen) - Begründung: geschichtlich, Kulturlandschaft prägend - Schutzumfang: gesamtes Objekt - Denkmaltyp: Gründenkmal | BW              |
| 13676 Wikidata | Emkendorfer Allee (54° 15′ 38″ N, 9° 51′ 6″ O)  | Dreistrahl                     | Alteintragung (Aktualisierung vorgesehen) - Begründung: geschichtlich, Kulturlandschaft prägend - Schutzumfang: gesamtes Objekt - Denkmaltyp: Gründenkmal | Fotos hochladen |

## Quelle
- Liste der Kulturdenkmale in Schleswig-Holstein – Kreis Rendsburg-Eckernförde

- Karte mit allen Koordinaten:
- OSM |
- WikiMap